# Вайтмарш Тауншип (округ Монтгомері, Пенсільванія)
Вайтмарш Тауншип (англ. Whitemarsh Township) — селище (англ. township) в США, в окрузі Монтгомері штату Пенсільванія. Населення — 19 707 осіб (2020).

## Демографія
Згідно з переписом 2010 року, у селищі мешкало 17 349 осіб у 6744 домогосподарствах у складі 4678 родин. Було 7105 помешкань
Расовий склад населення:
| - 90,7 % — білих - 4,2 % — азіатів - 3,5 % — чорних або афроамериканців - 0,1 % — корінних американців |

До двох чи більше рас належало 1,2 %. Частка іспаномовних становила 1,7 % від усіх жителів.
За віковим діапазоном населення розподілялося таким чином: 23,5 % — особи молодші 18 років, 60,4 % — особи у віці 18—64 років, 16,1 % — особи у віці 65 років та старші. Медіана віку мешканця становила 42,6 року. На 100 осіб жіночої статі у селищі припадало 93,0 чоловіків;  на 100 жінок у віці від 18 років та старших — 89,5 чоловіків також старших 18 років.
Середній дохід на одне домашнє господарство  становив 142 669 доларів США (медіана — 114 954), а середній дохід на одну сім'ю — 163 904 долари (медіана — 132 646). Медіана доходів становила 91 268 доларів для чоловіків та 63 977 доларів для жінок. За межею бідності перебувало 3,9 % осіб, у тому числі 2,6 % дітей у віці до 18 років та 8,2 % осіб у віці 65 років та старших.
Цивільне працевлаштоване населення становило 9136 осіб. Основні галузі зайнятості: освіта, охорона здоров'я та соціальна допомога — 27,8 %, науковці, спеціалісти, менеджери — 17,6 %, фінанси, страхування та нерухомість — 13,1 %.